# Омельченко Юрій Анатолійович
Юрій Анатолійович Омельченко (нар. 6 вересня 1971, Чернівці) — український радянський, український і шведський спортсмен зі спортивного орієнтування. Майстер спорту СРСР (1990), майстер спорту України міжнародного класу (1995), заслужений майстер спорту України (2004), чемпіон світу (1995).

## Життєпис та спортивні досягнення
Народився 6 вересня 1971 року в Чернівцях.
Заняття спортом розпочав, коли навчався в третьому класі Чернівецької загально-освітньої середньої школи № 33. Відвідував секції футболу, плавання, волейболу та дзюдо. Закінчив факультет фізичного виховання Луцького педагогічного інституту.
До спортивного орієнтування долучився в 1983 році. Його перші наставники зі спортивного орієнтування – заслужений тренер України Георгій Бордіян та Юхим Штемплер. Завдяки ним переміг на юнацьких першостях СРСР у 1989 і 1990 роках. З того часу є членом збірних команд СРСР, а з 1992 – України.
На міжнародній арені вперше відзначився в 1994 році на чемпіонаті світу серед військових в Польщі, виборовши срібну медаль.
Вже через рік у 1995 році він став чемпіоном світу в Німеччині на спринтерській дистанції зі спортивного орієнтування. Гімн України на честь перемоги в чемпіонаті пролунав у виконанні президента Національної федерації України зі спортивного орієнтування Валерія Глущенка та самого чемпіону світу, оскільки організатори приготували відповідні аудіо записи тільки для країн-фаворитів.
Певний час займався легкою атлетикою, тренуючись з 1988 року під керівництвом заслуженого тренера України з легкої атлетики Дениса Тищука. Найвище досягнення у легкоатлетичних змаганнях — срібна медаль зимового чемпіонату України в 1995 році на дистанції 3000 метрів.
З 1996 року захищає кольори шведського клубу «Оріон» (Карлскроне), працюючи також вчителем з фізичного виховання. З того ж року почав виступати в Кубку світу з паркового орієнтування (World Park Tour), в якому тепер володіє всіма рекордами. На п'єдестал вперше зійшов у 1998 році (друге місце), а у 2000-2002 роках тричі поспіль виборював головний трофей Кубку світу з паркового орієнтування.
Має в активі також срібні медалі чемпіонату світу на довгій (2003) і спринтерській (2004) дистанціях, а також бронзову і дві срібні нагороди чемпіонату Європи (2000 – за друге місце на середній дистанції; 2002 – за друге місце на середній дистанції та третє місце – у спринті).
У 2012 році на ветеранському Чемпіонаті світу в Німеччині вже як представник Швеції виборов срібні медалі у спринті та на довгій дистанції.
У Швеції проживає з дружиною Інгою, яка теж родом з Чернівців. Подружжя має двох синів Максима та Якова, які народилися та проживають разом з батьками в Швеції.

## Спортивні звання
- 1990 – майстер спорту СРСР з спортивного оієнтування
- 1995 – майстер спорту України міжнародного класу
- 2004 – заслужений майстер спорту України

## Досягнення
Чемпіонат світу
- 1995 — перше місце на короткій дистанції (Детмольд)
- 2003 — друге місце на довгій дистанції (Рапперсвіль-Йона)
- 2004 — друге місце у спринті (Вестерос)

Чемпіонат Європи
- 2000 — друге місце на короткій дистанції (Трускавець)
- 2002 — друге місце на середній дистанції (Шюмег)
- 2002 — третє місце у спринті (Шюмег)